# 4. крајишка дивизија НОВЈ
Четврта крајишка ударна дивизија била је дивизија Народноослободилачке војске Југославије, формирана 9. новембра 1942. на Гламочком пољу, наредбом Врховног штаба НОВ и ПОЈ од Друга, Пета и Шесте крајишке ударне бригаде. Први командант дивизије био је Јосип Мажар Шоша, а политички комесар Милинко Кушић.
Децембра 1942. у саставу дивизије ушла је Осма крајишка ударна бригада, а априла 1943. из дивизије су изузете Друга и Пета крајишка бригада. Једанаеста крајишка ударна бригада је у састава дивизије ушла септембра 1943, па су до краја рата састав дивизије чиниле Шеста, Осма и Једанаеста дивизија. Краће време су се под командом Дивизије налазиле Десета и Дванаеста крајишка дивизија. Под командом дивизије од формирања до октобра 1944. били су и партизански одреди који су дејствовали на простору између Уне и Врбаса, као и линије Мркоњић Град—Гламоч—Книн. Маја 1945. формирана је у оквиру дивизије Артиљеријска бригада.
Од формирања до маја 1943. дивизија се налазила у саставу Првог босанског (касније Трећи босански корпус), а потом у саставу Другог босанског корпуса (касније Пети босански корпус). Од априла 1945. налазила се у саставу Друге армије ЈА. Сматрала се једном од елитних јединица НОВЈ.

## Борбени пут Четврте дивизије
Након формирања дивизија као целина учествовала је крајем новембра и током децембра 1942. године у офанзивним операцијама против Немаца и усташа у долини Сане и Уне. Током Операција „Вајс I” успела је да заустави и опколи немачки 737. пук 717. дивизије, којег је продор 7. СС дивизије и 369. легионарске дивизије спасио од уништења.
Током рата дивизија је углавном деловала на подручју западне и средње Босне, са изузетком похода у средњу Далмацију у септембру 1943. године. Међу успешним офанзивним операцијама истичу се Напад на Босанску Дубицу и Напад на Сански Мост октобра 1943. године Дивизија је учествовала у Првој и Другој бањалучкој операцији, и у шестомесечним борбама за Травник, током којих је погинуо први командант дивизије Јосип Мажар Шоша.
Током завршних операција дивизија је учествовала у Сарајевској операцији и ослобођењу Карловца. Заједно са Трећом и Десетом дивизијом 12. маја 1945. године, код Зиданог Моста, заробила је немачку 7. СС дивизију „Принц Еуген” и 373. легионарску дивизију.

## Командни састав дивизије
- Команданти дивизије:
  - Јосип Мажар Шоша — од формирања дивизије до маја 1943.
  - Бранко Пољанац — од маја до августа 1943.
  - Петар Војновић — од августа 1943. до краја рата
- Политички комесари дивизије:
  - Милинко Кушић — од формирања дивизије до марта 1943.[в]
  - Дмитар Бајалица — од марта до маја 1943.
  - Бошко Шиљеговић — од маја 1943. до јануара 1944.
  - Дмитар Бајалица — од јануара 1944. до априла 1945.
  - Душан Дозет — од априла 1945. до краја рата
- Начелници Штаба дивизије:
  - Мирко Пекић — до јула 1944.
  - Теуфик Плетилић — од јула 1944. до краја рата